# Jamaicaanse amazone
De Jamaicaanse amazone (Amazona agilis) is een papegaaiachtige uit het geslacht van de Amazonepapegaaien (familie: papegaaien van Afrika en de Nieuwe Wereld; Psittacidae). De wetenschappelijke naam van de soort werd als Psittacus agilis in 1758 gepubliceerd door Carl Linnaeus. Het is een door habitatverlies kwetsbaar geworden vogelsoort die alleen voorkomt op Jamaica.

## Kenmerken
De vogel is 25 cm lang en overwegend groen gekleurd. De veren op de kop lijken op schubben die soms plaatselijk rood gekleurd kunnen zijn. Op de vleugelpennen zit een rood vlekje en de handpennen zijn donker aan de top. De veren van de staart hebben blauwe randen. De snavel is zwart.

## Verspreiding en leefgebied
Deze soort is endemisch op het eiland Jamaica. Het voorkeursbiotoop van deze vogel is vochtig natuurlijk bos op kalkbodems in heuvelland tussen de 100 en 1400 meter boven zeeniveau. De soort wordt ook waargenomen in aangrenzend cultuurland. De vogels komen voor in paren of in groepen en houden zich op hoog in de boomkronen.

## Status
De Jamaicaanse amazone heeft een beperkt verspreidingsgebied en daardoor is de kans op uitsterven aanwezig. De grootte van de populatie werd in 2016 door BirdLife International geschat op 6 tot 15 duizend volwassen individuen. De populatie-aantallen nemen af door jacht en door habitatverlies. Het leefgebied wordt aangetast door mijnbouwactiviteiten (winning van bauxiet) in het formeel beschermde Cockpit Country Reserve waar een groot deel van de populatie verblijft. Om deze redenen staat deze soort als bedreigd op de Rode Lijst van de IUCN.
Er gelden beperkingen voor de handel in deze vogel, want de soort staat in de Bijlage II van het CITES-verdrag.